# Caserma Vittorio Emanuele II
La caserma Vittorio Emanuele II è un complesso monumentale di natura militare di Voghera, edificato tra il 1857 e il 1864.

## Storia

### La realizzazione
Dopo la dichiarazione di guerra all'Impero austriaco da parte del Regno di Sardegna nella prima guerra d'indipendenza italiana, sull'onda dell'entusiasmo l'amministrazione comunale di Voghera (piccola porzione dell'ex Ducato di Milano all'epoca appartenente appunto al Regno di Sardegna) il 4 aprile 1849 rivolse un'istanza al governo piemontese perché fosse restituita in pianta stabile alla città la già assegnata guarnigione del 1º Reggimento "Nizza Cavalleria". In seguito si occupò del reperimento delle terre da adibire alla costruzione di una nuova e ampia caserma, in modo da disporre di spazi adeguati in cui alloggiare in modo permanente le truppe, in precedenza ospitate in vari e vetusti edifici militari. Si sperava in tal modo di favorire una risposta positiva da parte delle autorità preposte ed evitare che località concorrenti potessero ottenere l'assegnazione della guarnigione. Poiché per casa Savoia il vogherese era una provincia relativamente recente (acquisita con il trattato di Worms del 1743 e recuperata con il congresso di Vienna del 1815), "calda" e strategicamente rilevante in quanto a ridosso del confine austro-ungarico, la richiesta fu accolta senza particolari difficoltà.
Nel 1850 venne scelto l'ampio appezzamento di terreno (circa 45 000 m²) di proprietà di Domenico Pezzi ubicato ad ovest della città, fuori della cinta muraria, poco distante da porta Rossella dove confluivano le strade provenienti da Mortara a nord e da Piacenza a sud. In seguito si passò alla formazione di una commissione per il reperimento dei fondi necessari all'impresa. Il progetto ottenne un ottimo consenso popolare facendo sì che i cittadini partecipassero alla spesa attraverso una sottoscrizione di offerte: 600 000 lire in cartelle, oltre a 100 000 lire da parte dell'Ospedale di Voghera e un mutuo di 150 000 lire della Cassa depositi e prestiti. Il costo definitivo dell'opera, però, supererà alla fine il milione di lire.
Nel 1854 vennero presentati dall'ingegnere vogherese Paolo Cornaro (vincitore tre anni prima del relativo concorso) i progetti che, dopo la dichiarazione ministeriale di "opera di pubblica utilità" (3 ottobre 1855), furono approvati dal re nel 1856. In quello stesso anno venne posta la prima pietra, anche se i lavori veri e propri ebbero inizio nel 1857. Il 26 maggio 1858, durante una visita alla città, re Vittorio Emanuele II ne inaugurò i locali già pronti insieme a Cavour e accettò l'intitolazione al suo nome della caserma nella quale, alla vigilia della seconda guerra d'indipendenza italiana, si era stanziato il reggimento dei "Cavalleggeri di Alessandria". La prima parte dell'edificio (il maneggio) fu collaudata nel 1860 e la seconda, conclusiva, nel 1864.
«Dopo la campagna del 1866 Aosta fu mandato in guarnigione a Voghera. Occorre premettere che i rapporti fra la cittadinanza vogherese ed i reparti di cavalleria che si susseguirono di guarnigione in città, furono sempre molto buoni ma nel 1867 furono compromessi da un episodio di poca rilevanza in se stesso ma che innescò seri disordini. Nell'autunno del 1867 al Teatro Sociale di Voghera andava in scena un ballo nella esecuzione del quale si trovarono a rivaleggiare due ballerine, Albina Lucilli e Virginia Balsamo. Per quest'ultima parteggiò subito il pubblico civile mentre i militari dimostravano apertamente il loro favore alla Lucilli. Il contrasto si rinnovava ad ogni spettacolo e fu subito definito dalla cittadinanza come la questione della grassa e della magra, in relazione al fisico rispettivo delle due danzatrici. La sera del 17 novembre 1867, nell'atrio del Teatro, cittadini e sottufficiali di Aosta vennero alle mani scontrandosi vigorosamente fino all'arrivo dei Carabinieri; l'indomani due sergenti del Reggimento ebbero gli arresti, il peggio doveva ancora venire.
La sera del 18 novembre altro incidente, più serio. I militari, tutti sottufficiali (ma pare vi fosse anche l'Aiutante Maggiore del Reggimento) trassero le sciabole mentre i civili misero mano a tutto ciò che fosse atto a colpire. Cinque cittadini restarono feriti: un sergente e un furiere dovettero essere ricoverati all'ospedale. L'impressione in città fu grandissima. Per calmare gli animi dei più eccitati fra i cittadini, che non erano pochi, occorse un proclama del Sindaco e l'assicurazione da parte militare che Aosta sarebbe stato trasferito. Lo stesso Sindaco e il Comandante del Reggimento ebbero un vivace scambio di opinioni. La tutela dell'ordine pubblico fu assunta dalla Guardia Nazionale; gli uomini di Aosta furono consegnati in caserma così non si dovettero lamentare altri incidenti fino a quando il Reggimento non lasciò Voghera.
La rivalità per le ballerine fu evidentemente la causa scatenante; i motivi dell'aspro dissidio sono da ricercarsi, a parere di chi scrive, altrove. Poniamo mente alle date degli incidenti: 17 e 18 novembre 1867, due settimane prima, il 3 novembre, si era consumato il dramma di Mentana, che aveva lasciato uno strascico di rancori fra moderati e garibaldini, fra governativi e democratici, fra monarchici e repubblicani. Ciò che in un altro momento si sarebbe risolto con parole, anche aspre o con partite d'onore, in quel clima costituì la scintilla che fece esplodere forse rancori antigovernativi per la triste conclusione della impresa garibaldina. Qualcuno avrà forse voluto vedere nell'Esercito lo strumento di un Governo contestato e sprezzato. Non dimentichiamo, inoltre, che a Mentana erano morti dei concittadini o quasi e precisamente: il Sergente Antonio Riccardi, di Voghera, caduto sul campo; il Sergente Fedele Calatri, di Voghera, morto prigioniero in Roma, in seguito delle ferite riportate a Mentana; Angelo Milanese di Torrazza Coste, caduto sul campo. Lutti che certamente non avevano contribuito a rasserenare gli animi ed a diffondere calma e riflessione.»

### Interventi e utilizzi successivi
Al 1880 risale il primo ampliamento della caserma, cui ne seguirono altri compresa la costruzione di una nuova ala (la casermetta Montebello) sul lato meridionale (via Marsala) nel 1929-1931. Durante la prima guerra mondiale l'ampia struttura vogherese fu utilizzata come deposito militare dei "Cavalleggeri Guide" e dei "Cavalleggeri di Roma"; i "Cavalleggeri del Monferrato" furono invece l'ultimo reggimento di cavalleria di guarnigione a Voghera e vennero sciolti dopo l'armistizio dell'8 settembre 1943. Durante la successiva Repubblica Sociale Italiana, il 4 febbraio 1944 la caserma cambiò denominazione venendo intitolata al tenente Attilio Bonfiglio Zanardi, medaglia d'oro al valor militare. Otto mesi dopo, la ribattezzata caserma fu teatro di una clamorosa azione dei partigiani che, nella notte del 5 ottobre 1944, vi penetrarono in una ventina travestiti da tedeschi, sorpresero nel sonno i militi del battaglione San Marco e, senza colpo ferire, nel giro di tre ore se ne andarono portando con sé alcuni automezzi carichi di prigionieri (76 in tutto, compresi 9 ufficiali), armi pesanti e leggere, munizioni d'ogni genere, medicinali, uniformi e coperte.
Terminata la seconda guerra mondiale, cominciò la riconversione a uso civile del vasto immobile ormai pressoché inutilizzato e dal 1948 la casermetta Montebello ospitò la Scuola media governativa, intitolata dal 1951 al poeta Giovanni Pascoli. Dismesso ufficialmente dai militari nel 1964, il "grandioso complesso monumentale" divenne monumento vincolato dalla Sopraintendenza nel 1966 e venne parzialmente e progressivamente ristrutturato dal comune che adibì il lato orientale, con ingresso da via Gramsci, a sede della Biblioteca Civica Ricottiana, del Museo storico militare "Giuseppe Beccari" e del Museo di scienze naturali. Nel lato settentrionale, con ingresso da corso Rosselli, col tempo hanno invece trovato posto numerosi uffici comunali (Polizia Locale, Servizi Sociali, Lavori Pubblici, Commercio, Economato ecc.). In attesa di un imponente intervento di ristrutturazione che consenta il trasferimento di tutti gli uffici comunali nell'ex caserma e la realizzazione di un parcheggio interrato, attualmente i suoi ampi piazzali ospitano ogni anno, oltre a vari concerti di musica leggera, i padiglioni e le attrazioni della Sensia, la Fiera dell'Ascensione che, risalendo al 1382, è la più antica di tutta la Lombardia.

## Descrizione
La caserma Vittorio Emanuele II presenta alcune differenze peculiari rispetto a quelle delle zone limitrofe. Fin dall'inizio, infatti, venne concepita specificatamente come alloggio per le truppe e non subì quindi alcuna "riconversione" a tale scopo, com'era invece accaduto in precedenza anche nella stessa città di Voghera. Inoltre era l'unica caserma di proprietà e di costruzione interamente comunale.
Venne edificata sull'esempio del Quartier Grande di Venezia, ovvero con una grande piazza d'armi centrale racchiusa da un numero variabile di corpi di fabbrica. Il complesso venne infatti progettato in modo da alloggiare un intero reggimento di cavalleria (quattro squadroni); pertanto doveva ospitare 600 cavalli e altrettanti soldati, senza tralasciare le camere per gli ufficiali di sorveglianza, magazzini per foraggi, corpi di guardia, camerini di disciplina, maneggio coperto e porticati. Grazie alla vasta estensione dell'area messa a disposizione e all'ubicazione fuori città, quindi senza particolari vincoli urbanistici da rispettare per il progettista, la caserma di Voghera risultò infine la più ampia di tutto il regno sardo.
Come detto, il complesso si sviluppa su una vasta superficie che ha consentito un'organizzazione spaziale di grande respiro anche se rispettosa delle diverse esigenze funzionali delle sue parti, secondo gli stilemi "razionalistici" del Neoclassicismo; nella fattispecie, il piano terra era ovviamente destinato alle stalle per i cavalli e alle diverse attività legate alla loro presenza, con un'inusuale attenzione agli aspetti igienici (ad esempio, l'utilizzo dei ciottoli di fiume per la pavimentazione delle scuderie o l'accorpamento dei servizi igienici nelle torrette cilindriche interne, ben distinte da camerate, uffici e locali di uso collettivo). I principi dell'architettura neoclassica sono rispecchiati sia nella pianta, caratterizzata da una linearità rigorosa e dalla corrispondenza simmetrica dei corpi di fabbrica, sia negli alzati in cui predomina lo sviluppo orizzontale delle composizioni volumetriche con modestissime concessioni agli elementi decorativi.
La facciata principale (su via Gramsci), racchiusa fra due delle quattro torrette quadrangolari esterne, presenta una muratura bugnata al pian terreno scandita da finestre ad arco e una muratura liscia ritmata da finestre rettangolari incorniciate al piano superiore; al centro, l'avancorpo con l'ingresso è leggermente sporgente, qualificato da sette arcate, di cui solo le tre mediane aperte, e sormontato, al di sopra del cornicione a mensole, da un grande fastigio marmoreo con stemma, stendardi e cavalli in posa araldica cui è conferito il compito di visualizzare la destinazione dell'edificio. La spaziosa corte interna è caratterizzata da una serie di ampi loggiati a due ordini sovrapposti, aperti con archi a tutto sesto voltati su pilastri.